# Håkan Andersson
Håkan Andersson (Uddevalla, 29 juni 1945) is een Zweeds voormalig motorcrosser.

## Carrière
Andersson begon in het Wereldkampioenschap motorcross met Husqvarna, waarmee hij in 1971 vice-wereldkampioen werd achter de Belgische piloot van Suzuki, Joël Robert. Voor het seizoen 1972 werd Andersson ingehuurd door Yamaha om te helpen met de ontwikkeling van hun nieuw veringsysteem, de monoshock. Hij werd opnieuw vice-wereldkampioen achter Robert. In het seizoen 1973 overklaste de nieuwe Yamaha de concurrentie, en Andersson behaalde de wereldtitel, de eerste voor Yamaha in het motorcross. Andersson was lid van de Zweedse ploeg die in 1974 de Motorcross der Naties wist te winnen. In 1975 werd Andersson opnieuw vice-wereldkampioen, na de met Puch rijdende Belg Harry Everts. In 1976 ging hij voor Montesa in de 250cc-klasse rijden en in 1977 in de 500cc-klasse. Hij keerde terug naar Husqvarna om in 1978 en 1979 in de 500cc te rijden.

## Palmares
- 1973: Wereldkampioen 250cc
- 1974: Winnaar Motorcross der Naties